# Математическая морфология
Математическая морфология (ММ) — (морфология от греч. μορφή «форма» и λογία «наука») — теория и техника анализа и обработки геометрических структур, основанная на теории множеств, топологии и случайных функциях. В основном применяется в обработке цифровых изображений, но также может быть применима на графах, полигональной сетке, стереометрии и многих других пространственных структурах.

## Бинарная морфология
В бинарной морфологии двоичное изображение представляется в виде упорядоченного набора (упорядоченного множества) чёрно-белых точек (пикселей) или 0 и 1. Под областью изображения обычно понимается некоторое подмножество точек изображения. Каждая операция двоичной морфологии является некоторым преобразованием этого множества. В качестве исходных данных принимаются двоичное изображение B и некоторый структурный элемент S. Результатом операции также является двоичное изображение.

### Структурный элемент
Структурный элемент представляет собой некоторое двоичное изображение (геометрическую форму). Он может быть произвольного размера и произвольной структуры. Чаще всего используются симметричные элементы, как прямоугольник фиксированного размера (BOX(l, w)), или круг некоторого диаметра (DISK (d)). В каждом элементе выделяется особая точка, называемая начальной (origin). Она может быть расположена в любом месте элемента (и вне его), хотя в симметричных это обычно центральный пиксель.

### Основные операции
В начале результирующая поверхность заполняется 0, образуя полностью белое изображение. Затем осуществляется зондирование (probing) или сканирование исходного изображения пиксель за пикселем структурным элементом. Для зондирования каждого пикселя на изображение «накладывается» структурный элемент так, чтобы совместились зондируемая и начальные точки. Затем проверяется некоторое условие на соответствие пикселей структурного элемента и точек изображения «под ним». Если условие выполняется, то на результирующем изображении в соответствующем месте ставится 1 (в некоторых случаях будет добавляться не один единичный пиксель, а все единички из структурного элемента).
По рассмотренной выше схеме выполняются базовые операции. Такими операциями являются расширение и сужение. Производные операции — это некоторая комбинация базовых, выполняемых последовательно. Основными из них являются открытие и закрытие.

#### Базовые операции

##### Перенос
Операция переноса Xt множества пикселов X на вектор t задаётся в виде Xt={x+t|x∈X}. Следовательно, перенос множества единичных пикселов на бинарном изображении сдвигает все пикселы множества на заданное расстояние. Вектор переноса t может задаваться в виде упорядоченной пары (∆r,∆c), где ∆r — компонент вектора переноса в направлении строк, а ∆c — компонент вектора переноса в направлении столбцов изображения.

##### Наращивание
Наращивание бинарного изображения A структурным элементом B обозначается {\displaystyle A\oplus B} и задаётся выражением:
{\displaystyle A\oplus B=\bigcup _{b\in B}A_{b}}.
В данном выражении оператор объединения можно считать оператором, применяемым в окрестности пикселов. Структурный элемент B применяется ко всем пикселам бинарного изображения. Каждый раз, когда начало координат структурного элемента совмещается с единичным бинарным пикселом, ко всему структурному элементу применяется перенос и последующее логическое сложение (логическое ИЛИ) с соответствующими пикселами бинарного изображения. Результаты логического сложения записываются в выходное бинарное изображение, которое изначально инициализируется нулевыми значениями.

##### Эрозия
Эрозия бинарного изображения А структурным элементом В обозначается {\displaystyle A\ominus B} и задаётся выражением:
{\displaystyle A\ominus B=\{z\in A|B_{z}\subseteq A\}}.
При выполнении операции эрозии структурный элемент тоже проходит по всем пикселам изображения. Если в некоторой позиции каждый единичный пиксел структурного элемента совпадет с единичным пикселом бинарного изображения, то выполняется логическое сложение центрального пиксела структурного элемента с соответствующим пикселом выходного изображения. В результате применения операции эрозии все объекты, меньшие чем структурный элемент, стираются, объекты, соединённые тонкими линиями становятся разъединёнными и размеры всех объектов уменьшаются.

#### Производные операции

##### Замыкание
Замыкание бинарного изображения А структурным элементом В обозначается {\displaystyle A\bullet B} и задаётся выражением:
{\displaystyle A\bullet B=(A\oplus B)\ominus B}.
Операция замыкания «закрывает» небольшие внутренние «дырки» в изображении, и убирает углубления по краям области.
Если к изображению применить сначала операцию наращивания, то мы сможем избавиться от малых дыр и щелей, но при этом произойдёт увеличение контура объекта. Избежать этого увеличения позволяет операция эрозия, выполненная сразу после наращивания с тем же структурным элементом.

##### Размыкание
Размыканием бинарного изображения А структурным элементом В обозначается {\displaystyle A\circ B} и задаётся выражением:
{\displaystyle A\circ B=(A\ominus B)\oplus B}.
Операция эрозии полезна для удаления малых объектов и различных шумов, но у этой операции есть недостаток — все остающиеся объекты уменьшаются в размере. Этого эффекта можно избежать, если после операции эрозии применить операцию наращивания с тем же структурным элементом.
Размыкание отсеивает все объекты, меньшие чем структурный элемент, но при этом помогает избежать сильного уменьшения размера объектов. Также размыкание идеально подходит для удаления линий, толщина которых меньше, чем диаметр структурного элемента. Также важно помнить, что после этой операции контуры объектов становятся более гладкими.